# Bucher (Patrizierfamilie)

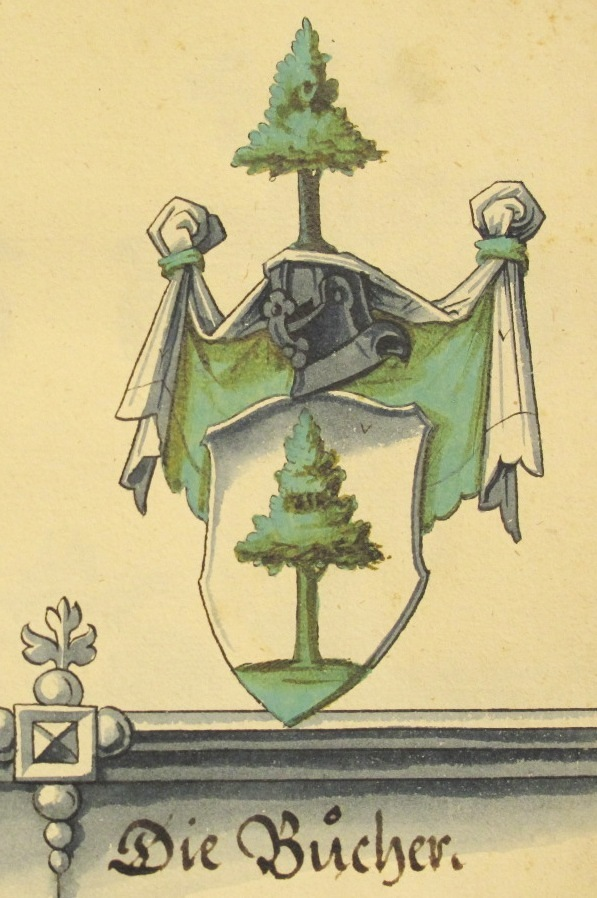
Wappen Bucher, im Wappenbuch des Hans Ulrich Fisch, 1622

Die Familie Bucher war eine Berner Patrizierfamilie, die seit dem 14. Jahrhundert das Burgerrecht der Stadt Bern besass, der Zunftgesellschaft zu Schmieden angehörte und 1871 im Mannsstamm erlosch.
Mitglieder der Familie stellten mehrfach den Venner zu Schmieden und viermal den Stadtschreiber von Bern.
Zu den Besitzungen der Familie gehörten das Schloss Holligen, das Schlössli Heimenhaus sowie das Buchergut im Stadtbachquartier.

## Personen
- Peter Bucher (I.), Sattler, Mitglied des Grossen Rats 1528
- Jakob Bucher (I.) (1543–1616), Mitglied des Grossen Rats 1571, Ratsschreiber 1574, Gerichtsschreiber 1575, Hofmeister zu Königsfelden 1578, Mitglied des Kleinen Rats 1584, Venner, Stadtschreiber 1593, Landvogt zu Payerne 1596
- Peter Bucher (II.) (1574–1639), Mitglied des Grossen Rats 1604, Stiftschaffner 1611, Landvogt zu Lenzburg 1622
- Jakob Bucher (II.) (1575–1617), Mitglied des Grossen Rats 1606, Ratsschreiber 1608, Stadtschreiber 1614, Verfasser des Bucherschen Regimentsbuchs[1]
- Hans Rudolf Bucher (1681–1742), Besitzer Schloss Holligen, Mitglied des Grossen Rats 1718, Landvogt zu Fraubrunnen 1729, Mitglied des Kleinen Rats 1737, Venner 1741
- Karl Friedrich Bucher, Besitzer des Schlössli Heimenhaus, Mitglied des Grossen Rats, Landvogt zu Trachselwald
- Johann Rudolf Bucher (1799–1870), Offizier in holländischen Diensten, Mitglied des Grossen Rats 1829, ultimus (der letzte)